# Bronson Pelletier
Bronson Pelletier, kanadski televizijski in filmski igralec, *31. december 1986.

## Zgodnje in osebno življenje
Bronson Pelletier se je rodil 31. decembra 1986, staršema, ki sta zdaj ločena. Je eden izmed štirih sinov v družini. Ima francoske korenine.. Šolal se na šoli Armageddon Expo v Aucklandu. Njegova najljubša hobija sta taborjenje ter nogomet, najljubša zvrst glasbe pa punk-rock in rap. Njegova vzornika sta Bob Marley in Jimi Hendrix.

## Kariera
S svojo igralsko kariero je Bronson Pelletier začel leta 2005 v televizijski seriji Dinosapien, kjer je igral Kita.
Leta 2007 igra v kanadski televizijski seriji renegadepress.com, letos pa je v kinematografe prišel film Mlada luna, v katerem je igral volkodlaka Jareda.
Leta 2010 bo tudi v Slovenijo prišel film Mrk, nadaljevanje Mlade lune, kjer Bronson Pelletier (tako kot v prejšnjem filmu) igra Jareda. Oba filma, Mlada luna in Mrk sta bila snemana v Vancouverju, Kanada.

## Filmografija
| Leto | Naslov            | Vloga            | Opombe          |
| ---- | ----------------- | ---------------- | --------------- |
| 2010 | Mrk               | Jared            | post-produkcija |
| 2009 | Mlada luna        | Jared            |                 |
| 2007 | renegadepress.com | Jack Sinclair    |                 |
| 2005 | Dinosapien        | Kit Whitefeather |                 |